# Izzat Ghazzawi
Izzat Ghazzawi (ur. 1952, zm. 4 kwietnia 2003) – palestyński pisarz.

## Biografia
Jego rodzice byli uchodźcami, którzy w 1948 uciekli na Zachodni Brzeg Jordanu. Mając 13 lat wydał sztukę, a kilka lat później uzyskał tytuł magistra literatury brytyjskiej i amerykańskiej. Następnie został profesorem na Uniwersytecie Bir Zajt, a także był członkiem  Biura Wykonawczego Rady Palestyńskiej na rzecz Sprawiedliwości i Pokoju. W 2001 został laureatem Nagrody Sacharowa. Jego 16-letni syn Rama został zamordowany przez izraelskich żołnierzy.